# Goran Rosanda
Goran Rosanda (Pula, 6. prosinca 1988.) je hrvatski nogometni trener i bivši vratar. Diplomirao je na Kineziološkom fakultetu u Zagrebu. Posjeduje UEFA A licencu za nogometnog trenera. 
Goran Rosanda mladi je trener i jedan od najperspektivnijih nogometnih stručnjaka u Hrvatskoj koji je već sad skupio respektabilno iskustvo na poziciji pomoćnog trenera u timu dokazanih stručnjaka za rad s mlađim uzrastima i u seniorskoj konkurenciji.
Radio je u stožerima trenera Marija Despotovića, Krešimira Gojuna i Siniše Oreščanina.
Kreirao je i samostalne projekte, a posjeduje i inozemno iskustvo nakon čega je uslijedio poziv u Akademiju HNK Hajduk Split gdje se prometnuo kao važan čimbenik u stožeru Siniše Oreščanina (kadeti, B ekipa i prva momčad). 
S trenerom Sinišom Oreščaninom je 2018-2019. godine bio dijelom stručnog stožera HNK Hajduka kao pomoćni trener i analitičar.